# ザ・バンク 堕ちた巨像
『ザ・バンク 堕ちた巨像』（原題：The International）は、2009年に製作・公開されたサスペンス映画。アメリカ・ドイツ・イギリスによる共同製作。グッゲンハイム美術館は巨大なレプリカを作って撮影した。

## ストーリー
国際メガバンクIBBCの違法行為を捜査するインターポール のルイ・サリンジャーの目の前で証人が死ぬ。ベルリンに検事補エレノア・ホイットマンを呼ぶが、警察からドイツ国内での活動を禁じられてしまう。インターポール本部に戻ったサリンジャーは証人の関係者の死に関する報告に矛盾を発見、ルクセンブルクのIBBC本部に乗り込む。頭取との面会は断られ、矛盾も修正されていたが、IBBCの犯罪を知る重要人物の情報が入る。欧州最大の軍事メーカー社長で次期イタリア大統領候補のカルビーニである。面会でIBBCが企てる紛争国を借金まみれにして裏で支配する陰謀の情報を得る。直後、カルビーニが暗殺され、犯人もでっち上げられる。2人もミラノからの退去が命じられる。だが、空港で暗殺者の手がかりを掴んで、ニューヨークへ。特徴的な義足の足跡から暗殺者コンサルタントを発見。その後を追うと、グッゲンハイム美術館で彼を待っていたのはIBBC本部で目にした頭取の側近ウェクスラーだった。そこに響く銃声。コンサルタントの口を封じるためのIBBCの差し金だった。激しい銃撃戦の中、コンサルタントは死亡。真実への手がかりを失ったサリンジャーを、ホイットマンが美術館で捕らえたウェクスラーを確保している場所に連れて行く。サリンジャーの説得に、歴史に翻弄されたウェクスラーは捜査への協力を約束。残り少ない人生、彼も正義を取り戻したかったのだ。しかし、政府、多国籍企業、犯罪組織など「国際的な」あらゆる組織に関与するIBBCの裏を暴くことは、司法の枠を越えることを意味していた。家族の命が狙われる危険のあるホイットマンを残し、サリンジャーは1人で立ち向かう決意をする。最終取引の地トルコのイスタンブールのブルーモスク に向かう。

## キャスト
※括弧内は日本語吹替
- ルイ・サリンジャー - クライヴ・オーウェン（木下浩之）

インターポール捜査官。正義感が強く、不正を追い、執念深く捜査を続けるが次第に危険が及ぶようになる。
- エレノア・ホイットマン - ナオミ・ワッツ（岡寛恵）

ニューヨークの検事局の検事補。愛称は「エラ」。夫と息子がいる。サリンジャーと合同捜査をする。
- ウィリアム・ウェクスラー - アーミン・ミューラー＝スタール（藤本譲）

スカルセンの側近。捜査に協力するようになる。
- ジョナス・スカルセン - ウルリク・トムセン（田中正彦）

IBBCの頭取。闇社会に身を投じてもいる極悪人。
- コンサルタント - ブライアン・F・オバーン（谷昌樹）

暗殺者。
- ヴィクター・ハース - ミシェル・ヴォレッティ（浦山迅）

銀行の取締役。
- ウンベルト・カルヴィーニ - ルカ・バルバレスキー（金尾哲夫）

軍事メーカーの社長。IBBCの取引相手。暗殺される。
- エレノアの上司 - ジェームズ・レブホーン（御友公喜）
- トーマス・シューマー - イアン・バーフィールド（水内清光）

サリンジャーの同僚。しかし、不審の死を遂げる。
- アンドレ・クレマン - ジョルジュ・ビゴー（丸山壮史）

IBBCの幹部。

## スタッフ
- 監督：トム・ティクヴァ
- 製作：チャールズ・ローヴェン、リチャード・サックル、ロイド・フィリップス
- 製作総指揮：アラン・G・グレイザー、ライアン・カヴァノー
- 脚本：エリック・ウォーレン・シンガー
- 撮影：フランク・グリーベ
- 音楽：トム・ティクヴァ、ジョニー・クリメック、ラインホルト・ハイル
- 編集：マティルド・ボンフォワ